# St. Petri (Wörlitz)

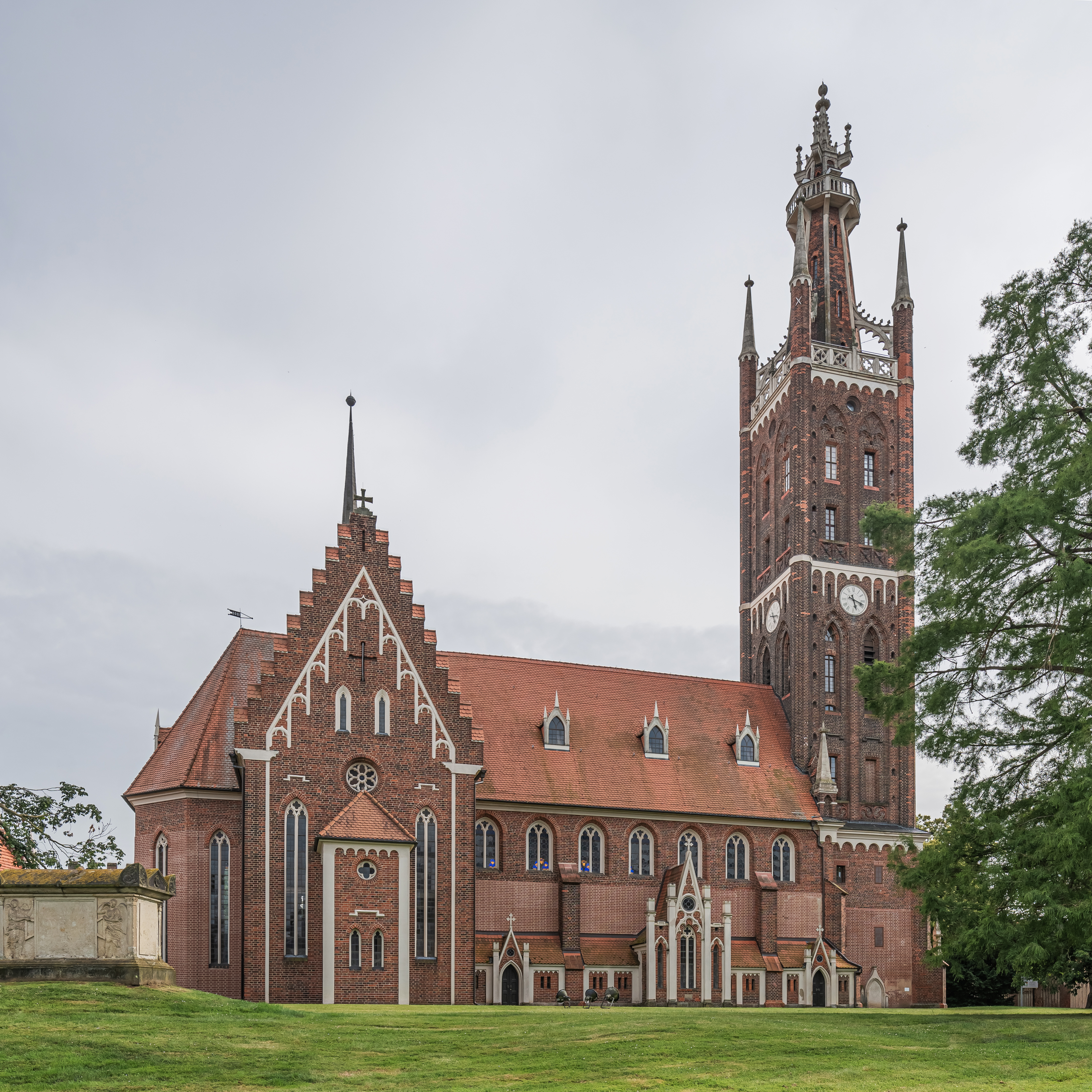
St. Petri (Wörlitz)

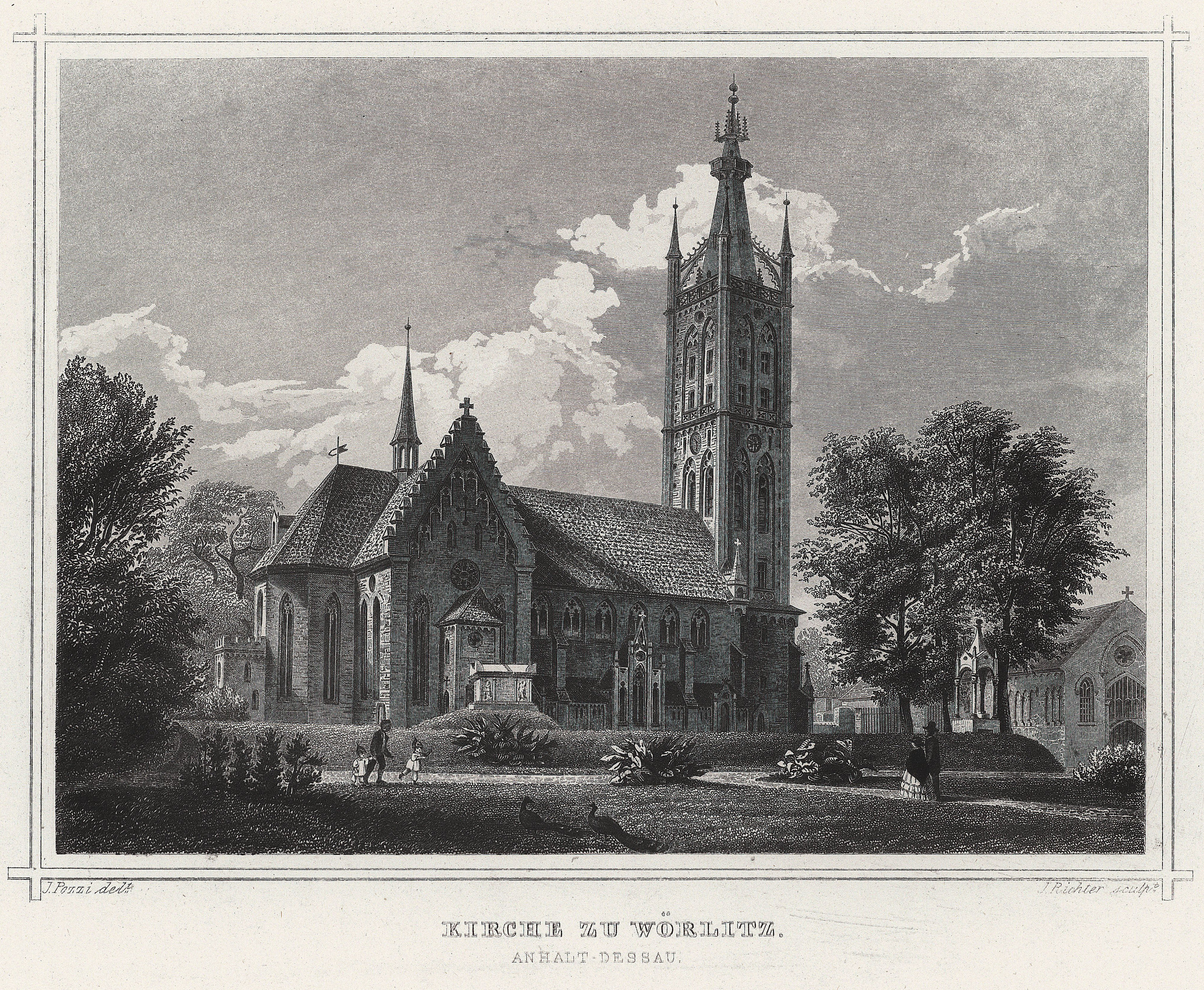
Ansicht der Kirche im 19. Jh.

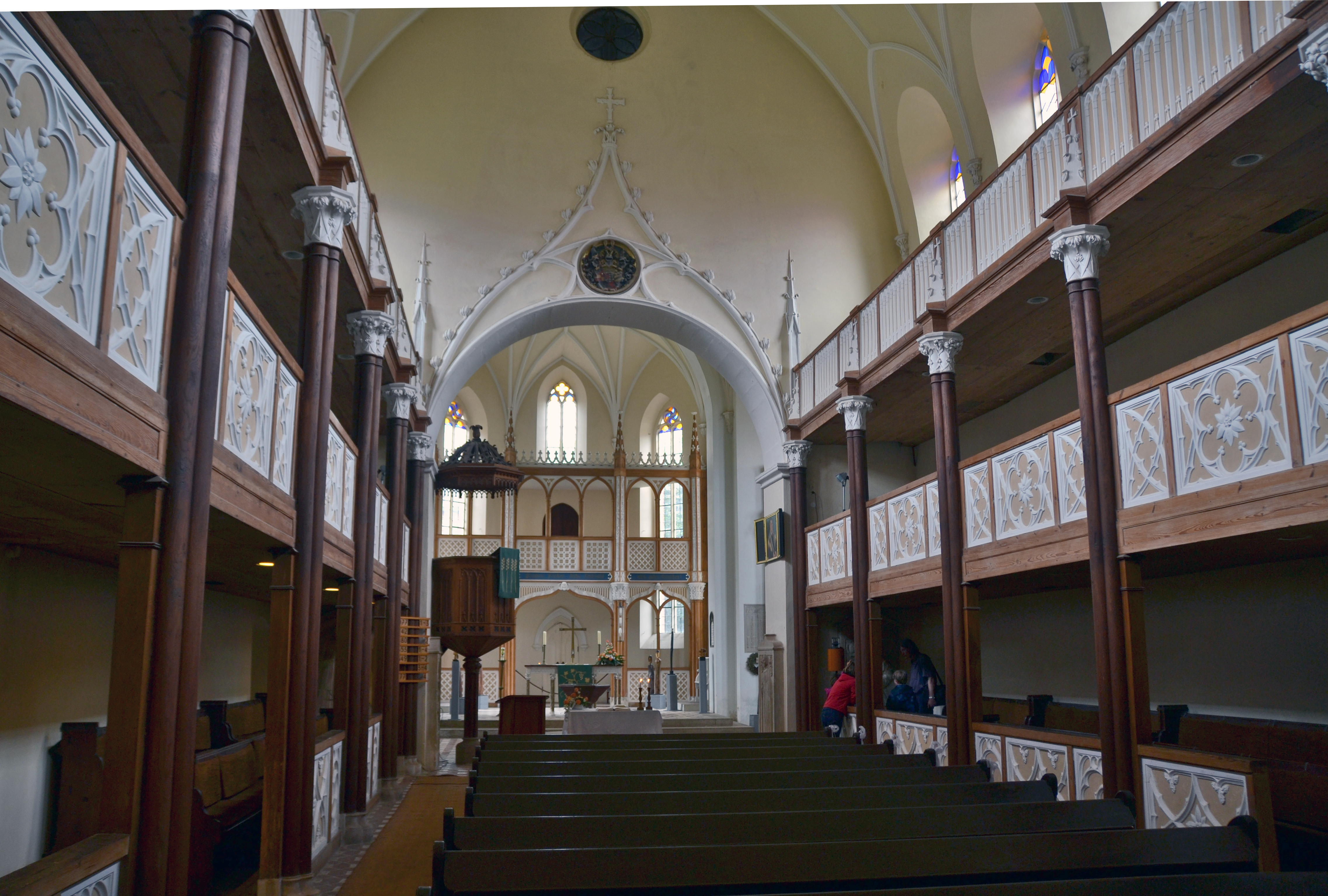
Blick durch den Innenraum

Die Kirche St. Petri ist ein evangelisches Kirchengebäude in Wörlitz.

## Geschichte
Eine erste Kirche wurde 1196–1200 auf Veranlassung des Fürsten Bernhard von Sachsen im romanischen Stil gebaut und 1201 geweiht. In der Reformationszeit wurde sie evangelisch. Fürst Leopold Friedrich von Anhalt-Dessau ließ die Kirche Anfang des 19. Jahrhunderts im Stile der Neugotik neu errichten. Aus dieser Zeit stammen auch das Querschiff und der Turm. Von der romanischen Kirche sind noch die Grundmauern bis zu den Fenstern und u. a. das Südportal, das Gewölbe am Westausgang und der Sakramentenschrein erhalten.
Im Denkmalverzeichnis des Landes Sachsen-Anhalt ist die Kirche unter der Erfassungsnummer 094 40509 003 004 als Teilobjekt des Baudenkmals Wörlitzer Park eingetragen.

## Orgel

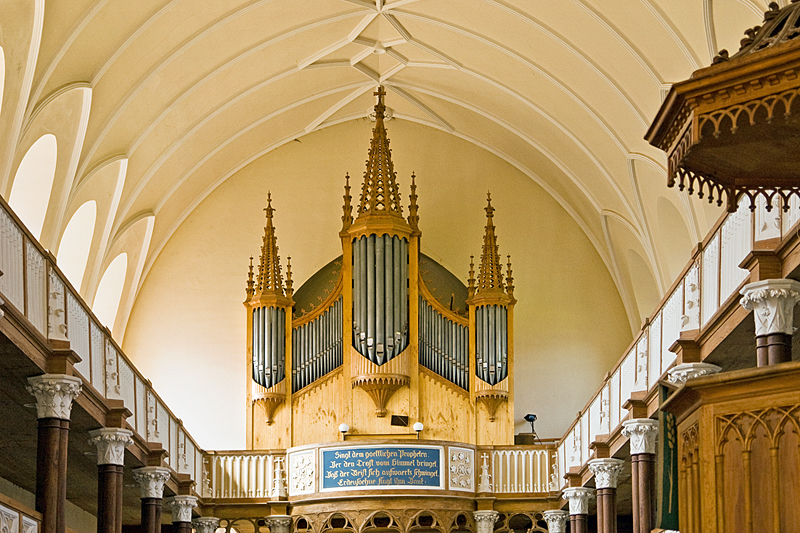
Blick auf die Orgel

Die Orgel wurde 1895 von dem Orgelbauer Rühlmann & Sohn als Opus 176 errichtet. Das Instrument wurde 1972 erneuert und erweitert; es hat 18 Register (ca. 1000 Pfeifen) auf zwei Manualwerken und Pedal. Die Disposition entspricht nicht mehr derjenigen aus der Bauzeit des Instrumentes. Die Pfeifen stehen auf pneumatisch gesteuerten Kastenladen. Das Instrument steht in einem auffällig geschnitzten Gehäuse, welches um 1800 von dem Orgelbauer Zuberbier geschaffen wurde. 
| I Hauptwerk C–f3 |             |        |
| 1.               | Prinzipal   | 8′     |
| 2.               | Gedackt     | 8′     |
| 3.               | Oktave      | 4′     |
| 4.               | Gedackt     | 4′     |
| 5.               | Nasat       | 2 ⁄3′  |
| 6.               | Oktave      | 2′     |
| 7.               | Terz        | 1 3⁄5′ |
| 8.               | Mixtur IV 0 |        |

| II Brustwerk C–f3 |            |       |
| 0 9.              | Gedackt    | 8′    |
| 10.               | Prinzipal  | 4′    |
| 11.               | Rohrflöte  | 4′    |
| 12.               | Spitzflöte | 2′    |
| 13.               | Quinte     | 1 ⁄3′ |
| 14.               | Zimbel II  |       |

| Pedal C–d1 |         |     |
| 15.        | Subbass | 16′ |
| 16.        | Gedackt | 08′ |
| 17.        | Pommer  | 04′ |
| 18.        | Posaune | 16′ |

- Koppeln: II/I (auch als Suboktavkoppel), I/P, II/P.